# 路誾儆
路誾儆（朝鮮語: 노은경）は、中国元の文官であり、朝鮮氏族の開城路氏の始祖である。
中国元の翰林学士であったが、魯国公主が高麗恭愍王に降嫁される時に媵臣（嫁にいく女の付き人）として高麗に入国、その後開城に定着した。